# Enrico Danieli
Enrico Danieli (* 2. September 1952 in Zürich) ist ein Schweizer Arzt und Schriftsteller.

## Leben
Enrico Danieli studierte (nach vier Semestern Germanistik) Humanmedizin an der Universität Zürich und praktizierte während 20 Jahren als Facharzt für Allgemeinmedizin im Zürcher Seefeldquartier.
Daneben hat er als Prosaautor eine Reihe von Romanen und Erzählungen verfasst. Danieli wohnt seit seiner Aufgabe des Arztberufes 2005 als freier Schriftsteller im Minusio.
1995 nahm er am Ingeborg-Bachmann-Wettbewerb in Klagenfurt teil. Er ist Mitglied des Verbandes Autorinnen und Autoren der Schweiz.

## Auszeichnungen
- 1993 Gerhard-Fritsch-Literaturpreis
- 1994 Ehrengabe der Stadt Zürich
- 1995 Förderpreis zum Hans-Erich-Nossack-Preis
- 1996 Literaturpreis Arbeit und Alltag der Gewerkschaftlichen Bildungszentrale Schweiz

## Werke
- Reisen nach Striland. Erzählung. Müller, Salzburg 1993
- Schatten der Nacht. Prosa. Müller, Salzburg 1994
- Die Ruhe der Welt am Gäbris. Novelle. Müller, Salzburg 1997
- Kalendergeschichten. Appenzeller, Herisau 1998
- Die Rapp. Eine Erinnerung. Müller, Salzburg 1998
- Wie durch ein Prisma. Novelle. Rotpunktverlag, Zürich 1998
- Konzert für einen Engel. Appenzeller, Herisau 2000
- Michaele oder Der Himmel ist ein grosses Loch. Appenzeller, Herisau 2001
- Villa Leon. Roman. Appenzeller, Herisau 2003
- Suvretta. Eine Fantasie in 5 Sätzen. Utz, München 2004
- Delaval. Novelle. Utz, München 2006
- Meret. Roman. Utz, München 2007
- Die Toten von Mergoscia. Roman. Utz, München 2009